# 김제 나들목
김제 나들목(Gimje IC)은 전북특별자치도 김제시 금구면 금구리와 서도리에 걸쳐 있는 호남고속도로의 23번 교차로이다. 나들목 진출입로는 금구면 옥성리와 접하고 있다.
명칭이 ‘김제’라서 김제시내와 가깝다고 생각할 수 있지만, 실제 김제시내와는 약 15km가량 떨어져 있으며, 금구면 중심에 위치하고 있다. 김제시내는 서해안고속도로 서김제 나들목과 가깝다. 김제시 금구면 및 전주시 완산구 삼천동 등지로 진출할 수 있다.

## 역사
- 1973년 11월 14일 : 호남고속도로 전주 ~ 순천 구간 개통과 함께 평면 교차로로 통행 개시[1]
- 1985년 2월 19일 : 나들목 입체화 공사로 인해 전라북도 김제군 금구면 금구리 700m 구간 도로구역 변경[2]

## 구조물 정보
- 위치: 전북특별자치도 김제시 금구면 금구리, 서도리
- 영업소: 전북특별자치도 김제시 금구면 대송로 494-24
- 한국도로공사 전주지사: 전북특별자치도 김제시 금구면 대송로 494-1

## 접속하는 도로
- 지방도 제714호선 (풍요로)
- 금백로
- 대송로
- 간접 연결 : 국도 제1호선, 국도 제21호선 (선비로, 금구 나들목 이용)

## 교통량 정보
| 요금소        | 통행량 (대/일) | 통행량 (대/일) | 통행량 (대/일) | 통행량 (대/일) | 통행량 (대/일) | 통행량 (대/일) | 통행량 (대/일) | 통행량 (대/일) | 통행량 (대/일) | 통행량 (대/일) | 각주  |
| 요금소        | 2001년         | 2002년         | 2003년         | 2004년         | 2005년         | 2006년         | 2007년         | 2008년         | 2009년         | 2010년         | 각주  |
| ------------- | -------------- | -------------- | -------------- | -------------- | -------------- | -------------- | -------------- | -------------- | -------------- | -------------- | ----- |
| 김제 (폐쇄식) | 2,727          | 2,422          | 2,321          | 2,155          | 2,096          | 2,179          | 2,217          | 2,000          | 1,940          | 2,034          | [ 3 ] |
| 요금소        | 2011년         | 2012년         | 2013년         | 2014년         | 2015년         | 2016년         | 2017년         | 2018년         | 2019년         |                | [ 3 ] |
| 김제 (폐쇄식) | 1,998          | 2,003          | 2,131          | 2,354          | 2,522          | 2,624          | 2,673          | 2,660          | 2,786          |                | [ 3 ] |